# Drzewo kd
Drzewo kd (ang. k-dimensional tree, k-d tree, drzewo k-wymiarowe) – struktura danych, będąca wariantem drzew binarnych, używana do dzielenia przestrzeni. Drzewa kd są przydatne do tworzenia struktur w niektórych zastosowaniach, takich jak wyszukiwanie najbliższych sąsiadów lub znajdowanie punktów w prostokątnych obszarach. Czasowa złożoność obliczeniowa tych zadań wynosi {\displaystyle \mathrm {O} ({\sqrt {n}}+k),} gdzie {\displaystyle n} to całkowita liczba punktów, {\displaystyle k} – liczba znalezionych punktów.

## Idea działania
Drzewo kd jest drzewem binarnym, w którym w każdym węźle zewnętrznym znajduje się k-wymiarowy punkt. Każdy węzeł wewnętrzny tworzy hiperpłaszczyznę podziału, która dzieli przestrzeń na dwie podprzestrzenie. Punkty po lewej stronie hiperpłaszczyzny reprezentują lewe poddrzewo zaczynające się w tym węźle, a prawe punkty – prawe poddrzewo. Kierunek hiperpłaszczyzny jest wybierany zgodnie z wektorem normalnym do niej. Przykładowo, jeżeli podział nastąpił prostopadle do osi {\displaystyle X} w punkcie {\displaystyle x,} to wszystkie punkty z wartością mniejszą niż {\displaystyle x} należą do lewego poddrzewa, a większe do prawego.